# Стена мира (монумент)
Стена мира (каз. Бейбітшілік қабырғасы) — монумент в столице Казахстана Астане. Декоративное сооружение представляет собой стену, переходящую в форму лепестка с LED экраном.

## История
Монумент «Стена мира» — это подарок от Актюбинской области на 20-летие столицы Казахстана.
Датой открытия монумента 29 августа 2018 года было выбрано в связи с тем, что именно 29 августа 1991 года указом первого президента был официально закрыт Семипалатинский испытательный полигон.
Монумент находится на площади Независимости, между Казахским национальным университетом искусств и дворцом Независимости.

## Конструкция
Основа монумента выполнена из высокопрочной стали. На стене имеются надписи со словом «Мир» на 51 языке.
Общая длина монумента — 111 метров, максимальная ширина — 18,4 метра, высота — 17,5 метра.
В конрукцию встроен LED экран площадью 616 квадратных метров, состоящий из 2,5 млн светодиодов.